# Jurij Semenowicz Radoszyński
Jurij (Jerzy) Semenowicz Radoszyński herbu Radoszyński – sędzia ziemski kowieński w latach 1580–1599, pisarz ziemski kowieński w latach 1572–1580, poborca kowieński w 1581 roku.
Był wyznawcą prawosławia.